# 가리베가스
"가리베가스"(Garivegas)는 한국에서 제작된 김선민 감독의 2005년 영화이다. 이윤미 등이 주연으로 출연하였다.

## 출연

### 주연
- 이윤미
- 장선연
- 정대용
- 유진희

## 기타
- 프로듀서: 오정택
- 제작부: 고상훈
- 촬영부: 김주현
- 촬영부: 진철화
- 촬영부: 박현철
- 촬영부: 신경원
- 촬영부: 문희주
- 조명: 김대유
- 조명: 이종효
- 그립: 김현주
- 그립: 이명숙
- 조연출: 이영순
- 연출부: 박정희
- 연출부: 박연주
- 조감독: 강선미
- 동시녹음: 김창훈
- 음향: 송영호
- 미술: 김요한
- 미술: 마동연
- 분장: 김정민
- 분장: 안소윤
- 스토리보드: 김재훈
- 메이킹: 이동희